# Remugants
|  | Aquest article tracta sobre el grup taxonòmic. Si cerqueu els animals que remuguen, que no formen una categoria taxonòmica, vegeu «Animal remugant». |

Els remugants (Ruminantia) són un subordre de mamífers que es caracteritzen per digerir l'aliment en dues etapes, en la primera de les quals mengen l'aliment cru i el regurgiten en una forma semidigerida anomenada bol i que després remuguen (masteguen per segona vegada) per tal de digerir el bol. És a dir, els remugants primer pasturen els vegetals activament i després, pausadament, els digereixen.
Dins dels animals remugants s'inclouen, entre d'altres, els bovins, els ovins, els caprins, els giràfids i els camèlids. La majoria dels artiodàctils remugants formen, precisament, el subordre dels remugants (Ruminantia), excepte els camèlids (camells i llames), que són tilòpodes (Tylopoda).

## Digestió
L'aparell digestiu dels remugants és un dels més complexos entre els mamífers. Està dividit en quatre cavitats seqüencials: el rumen, el reticle, l'omàsum i el quall o estómac real. Al rumen i al reticle que formen un sol compartiment amb un ambient anaeròbic i on es produeix la digestió anaeròbia el menjar es barreja amb saliva i se separa entre capes de sòlid (que formarà el bol) i líquid. La fibra alimentària, rica en cel·lulosa indigerible per la majoria d'animals, és degradada a glucosa gràcies a l'acció de microorganismes anaeròbics o flora microbiana (bacteris, protozous i fongs). La fermentació és usada per la flora microbiana per a proliferar i són aquests microorganismes els que seran digerits pel rumiant en els budells. El rumen i el reticle actuen com a cambra preparatòria de l'aliment. En aquesta predigestió es cogeneren grans quantitats de gasos com el metà o l'àcid sulfhídric, que són expulsats de l'animal. Després de la predigestió al reticle passa al llibret (essencialment un conjunt de plecs finissims que eviten que les parts més grans passin al quall, amb un ambient àcid que mata la flora, on la digestió és similar a la de la resta de mamífers i posteriorment als intestins, on s'absorbeixen els nutrients.